# Prisión de Magilligan
La Prisión de Magilligan (en inglés: Magilligan Prison; o bien oficialmente: HMP Prison Magilligan) es una prisión administrada por el Servicio de Prisiones de Irlanda del Norte, Reino Unido situada cerca de Limavady, Condado de Derry. Fue usada por primera vez en mayo de 1972 y comprendió ocho pabellones Nissen en el emplazamiento de un campamento del ejército. La prisión fue dividida en complejos para albergar a las diversas facciones paramilitares y fue atendido por los adiestradores de perros del ejército británico y el personal penitenciario en servicio separado de Escocia, Inglaterra y Gales, así como algunos miembros del personal de Irlanda del Norte.